# World Tour w siatkówce plażowej 2016
World Tour w siatkówce plażowej 2016 to rozgrywki organizowane przez FIVB. World Tour zaczynał się w październiku 2015 roku natomiast kończył we wrześniu 2016. Rozegrano po 4 turnieje rangi Grand Slam oraz Major, a także 13 turniejów Open w przypadku mężczyzn i 10 turniejów Open w przypadku kobiet. Zawody w Doha oraz Kish rozgrywane były tylko dla mężczyzn. Finałowy turniej sponsorowany był przez Swatch, a rozegrano go  w Toronto. 

## Zawody

### Klasyfikacja turniejów
| Finały World Tour |
| Major             |
| Grand Slam        |
| Open              |

### Mężczyźni
| Turniej                                                              | 1 miejsce                                                  | 2 miejsce                                 | 3 miejsce                                                     | 4 miejsce                                 |
| -------------------------------------------------------------------- | ---------------------------------------------------------- | ----------------------------------------- | ------------------------------------------------------------- | ----------------------------------------- |
| Puerto Vallarta Open Puerto Vallarta, Meksyk 6 - 11 października     | Phil Dalhausser Nick Lucena 21–12, 21–18                   | Alexander Brouwer Robert Meeuwsen         | David Poniewaz Bennet Poniewaz 10–21, 21–18, 15–12            | Markus Böckermann Lars Flüggen            |
| Antalya Open Antalya, Turcja 21 - 25 października                    | Adrian Carambula Alex Ranghieri 21–19, 21–16               | Lombardo Ontiveros Juan Virgen            | Mārtiņš Pļaviņš Haralds Regza 21–15, 21–17                    | Esteban Grimalt Marco Grimalt             |
| Qatar Open Doha, Katar 8 - 13 listopada                              | Markus Böckermann Lars Flüggen 21–18, 16–21, 15–13         | Phil Dalhausser Nick Lucena               | Tri Bourne John Hyden 21–15, 20–22, 15–12                     | Youssef Krou Édouard Rowlandson           |
| Kish Island Open Kisz, Iran 15 - 19 lutego                           | Cherif Younousse Jefferson Pereira 21–13, 14–21, 15–12     | Oleg Stoyanovskiy Artem Yarzutkin         | Piotr Kantor Bartosz Łosiak 21–19, 15–21, 15–11               | Michał Kądzioła Jakub Szałankiewicz       |
| Maceió Open Maceió, Brazylia 23 - 28 lutego                          | Phil Dalhausser Nick Lucena 21–19, 19–21, 15–12            | Evandro Oliveira Pedro Solberg Salgado    | Saymon Barbosa Gustavo Carvalhaes 21–18, 25–23                | Vitor Felipe Álvaro Morais Filho          |
| Rio de Janeiro Grand Slam Rio de Janeiro, Brazylia 8 - 13 marca      | Piotr Kantor Bartosz Łosiak 21–19, 23–21                   | Evandro Oliveira Pedro Solberg Salgado    | Alexander Brouwer Robert Meeuwsen 19–21, 21–19, 20–18         | Grzegorz Fijałek Mariusz Prudel           |
| Vitória Open Vitória, Brazylia 15 - 20 marca                         | Alison Cerutti Bruno Oscar Schmidt 21–13, 21–18            | Daniele Lupo Paolo Nicolai                | Alexander Brouwer Robert Meeuwsen 21–18, 21–15                | Adrian Carambula Alex Ranghieri           |
| Qatar Open Doha, Katar 4 - 8 kwietnia                                | Adrian Carambula Alex Ranghieri 21–17, 21–19               | Alexander Huber Robin Seidl               | Piotr Kantor Bartosz Łosiak walkower                          | Markus Böckermann Lars Flüggen            |
| Xiamen Open Xiamen, Chiny 12 - 16 kwietnia                           | Adrian Gavira Pablo Herrera 14–21, 21–19, 15–12            | Tri Bourne John Hyden                     | Lombardo Ontiveros Juan Virgen 21–15, 24–22                   | Viacheslav Krasilnikov Konstantin Semenov |
| Fuzhou Open Fuzhou, Chiny 19 - 23 kwietnia                           | Phil Dalhausser Nick Lucena 21–18, 21–15                   | Daniele Lupo Paolo Nicolai                | Adrian Gavira Pablo Herrera 17–21, 21–19, 15–12               | Aleksandrs Samoilovs Jānis Šmēdiņš        |
| Fortaleza Open Fortaleza, Brazylia 26 kwietnia - 1 maja              | Oscar Brandão André Stein 15–21, 21–18, 11–5 (poddanie)    | Jonathan Erdmann Kay Matysik              | Lombardo Ontiveros Juan Virgen 23–21, 21–17                   | Esteban Grimalt Marco Grimalt             |
| Sochi Open Soczi, Rosja 3 - 8 maja                                   | Daniele Lupo Paolo Nicolai 21–15, 21–18                    | Viacheslav Krasilnikov Konstantin Semenov | Tri Bourne John Hyden 21–19, 19–21, 15–9                      | Adrian Carambula Alex Ranghieri           |
| Antalya Open Antalya, Turcja 10 - 15 maja                            | Aleksandrs Samoilovs Jānis Šmēdiņš walkower                | Markus Böckermann Lars Flüggen            | Grzegorz Fijałek Mariusz Prudel 21–14, 21–13                  | Georgios Kotsilianos Nikos Zoupanis       |
| Cincinnati Open Cincinnati, Stany Zjednoczone 17 - 21 maja           | Saymon Barbosa Gustavo Carvalhaes 22–20, 21–8              | Josh Binstock Sam Schachter               | Phil Dalhausser Nick Lucena 21–15, 21–16                      | Ryan Doherty John Mayer                   |
| Moscow Grand Slam Moskwa, Rosja 24 - 29 maja                         | Reinder Nummerdor Christiaan Varenhorst 21–19, 7–21, 17–15 | Alison Cerutti Bruno Oscar Schmidt        | Piotr Kantor Bartosz Łosiak 19–21, 22–20, 15–12               | Jake Gibb Casey Patterson                 |
| Smart Major Hamburg Hamburg, Niemcy 7 - 12 czerwca                   | Phil Dalhausser Nick Lucena 29–27, 21–12                   | Alexander Brouwer Robert Meeuwsen         | Viacheslav Krasilnikov Konstantin Semenov 15–21, 22–20, 15–10 | Alison Cerutti Bruno Oscar Schmidt        |
| Poland Grand Slam Olsztyn, Polska 15 - 19 czerwca                    | Aleksandrs Samoilovs Jānis Šmēdiņš 21–19, 21–15            | Alison Cerutti Bruno Oscar Schmidt        | Saymon Barbosa Gustavo Carvalhaes 21–15, 19–21, 15–11         | Jake Gibb Casey Patterson                 |
| Porec Major Poreč, Chorwcaja 28 czerwca - 3 lipca                    | Alison Cerutti Bruno Oscar Schmidt 21–13, 16–21, 15–12     | Clemens Doppler Alexander Horst           | Ben Saxton Chaim Schalk 19–21, 30–28, 20–18                   | Aleksandrs Samoilovs Jānis Šmēdiņš        |
| Gstaad Major Gstaad, Szwajcaria 5 - 10 lipca                         | Evandro Oliveira Pedro Solberg Salgado 24–22, 21–16        | Phil Dalhausser Nick Lucena               | Aleksandrs Samoilovs Jānis Šmēdiņš 21–14, 34–32               | Adrian Gavira Pablo Herrera               |
| A1 Major Klagenfurt Klagenfurt, Austria 26 - 31 sierpnia             | Aleksandrs Samoilovs Jānis Šmēdiņš 21–18, 21–18            | Saymon Barbosa Gustavo Carvalhaes         | Ben Saxton Chaim Schalk 23–21, 17–21, 15–12                   | Michał Bryl Bartosz Łosiak                |
| Long Beach Grand Slam Long Beach, Stany Zjednoczone 23 - 28 sierpnia | Evandro Oliveira Pedro Solberg Salgado 21–19, 17–21, 15–9  | Phil Dalhausser Nick Lucena               | Aleksandrs Samoilovs Jānis Šmēdiņš 21–18, 21–19               | Marco Caminati Alex Ranghieri             |
| SWATCH FIVB World Tour Finals Toronto, Kanada 14 - 18 września       | Alison Cerutti Bruno Oscar Schmidt 21–19, 21–19            | Evandro Oliveira Pedro Solberg Salgado    | Tri Bourne John Hyden 21–14, 22–20                            | Ben Saxton Chaim Schalk                   |

### Kobiety
| Turniej                                                              | 1 miejsce                                         | 2 miejsce                             | 3 miejsce                                          | 4 miejsce                               |
| -------------------------------------------------------------------- | ------------------------------------------------- | ------------------------------------- | -------------------------------------------------- | --------------------------------------- |
| Puerto Vallarta Open Puerto Vallarta, Meksyk 7 - 11 października     | Laura Ludwig Kira Walkenhorst 21–18, 21–16        | Eduarda Lisboa Elize Maia             | Marta Menegatti Viktoria Orsi Toth 21–18, 21–15    | Jantine van der Vlist Sophie van Gestel |
| Antalya Open Antalya, Turcja 20 - 24 października                    | Barbora Hermannová Markéta Sluková 21–15, 21–17   | Marta Menegatti Viktoria Orsi Toth    | Emily Day Jennifer Kessy 18–21, 21–14, 15–13       | Ana Gallay Georgina Klug                |
| Maceió Open Maceió, Brazylia 23 - 28 lutego                          | Eduarda Lisboa Elize Maia 21–10, 21–13            | Madelein Meppelink Marleen Van Iersel | Ágatha Bednarczuk Bárbara Seixas 21–13, 21–15      | Ana Gallay Georgina Klug                |
| Rio de Janeiro Grand Slam Rio de Janeiro, Brazylia 8 - 13 marca      | Kerri Walsh April Ross 21–15, 21–13               | Monika Brzostek Kinga Wojtasik        | Karla Borger Britta Büthe 21–18, 18–21, 15–10      | Isabelle Forrer Anouk Vergé-Dépré       |
| Vitória Open Vitória, Brazylia 15 - 20 marca                         | Talita Antunes Larissa França 22–20, 21–19        | Kerri Walsh April Ross                | Katrin Holtwick Ilka Semmler 20–22, 21–17, 15–11   | Louise Bawden Taliqua Clancy            |
| Xiamen Open Xiamen, Chiny 13 - 17 kwietnia                           | Isabelle Forrer Anouk Vergé-Dépré 21–17, 21–14    | Barbara Hansel Stefanie Schwaiger     | Kerri Walsh April Ross 24–22, 21–15                | Chantal Laboureur Julia Sude            |
| Fuzhou Open Fuzhou, Chiny 20 - 24 kwietnia                           | Kerri Walsh April Ross 21–15, 21–15               | Chantal Laboureur Julia Sude          | Joana Heidrich Nadine Zumkehr walkower             | Isabelle Forrer Anouk Vergé-Dépré       |
| Fortaleza Open Fortaleza, Brazylia 27 kwietnia - 1 maja              | Eduarda Lisboa Elize Maia 21–17, 21–18            | Maria Antonelli Juliana Felisberta    | Rebecca Cavalcanti Liliane Maestrini 21–19, 21–19  | Linline Matauatu Miller Pata            |
| Sochi Open Soczi, Rosja 3 - 8 maja                                   | Joana Heidrich Nadine Zumkehr 21–11, 19–21, 15–7  | Elsa Baquerizo Liliana Fernández      | Katrin Holtwick Ilka Semmler 20–22, 21–15, 15–10   | Marta Menegatti Viktoria Orsi Toth      |
| Antalya Open Antalya, Turcja 10 - 14 maja                            | Laura Ludwig Kira Walkenhorst 23–21, 21–16        | Taru Lahti Riikka Lehtonen            | Katrin Holtwick Ilka Semmler 21–18, 21–16          | Ana Gallay Georgina Klug                |
| Cincinnati Open Cincinnati, Stany Zjednoczone 17 - 21 maja           | Kerri Walsh April Ross 20–22, 21–14, 18–16        | Xia Xinyi Xue Chen                    | Elsa Baquerizo Liliana Fernández 21–17, 21–18      | Jantine van der Vlist Sophie van Gestel |
| Moscow Grand Slam Moskwa, Rosja 24 - 29 maja                         | Kerri Walsh April Ross 22–20, 21–17               | Talita Antunes Larissa França         | Heather Bansley Sarah Pavan 21–16, 21–18           | Maria Antonelli Juliana Felisberta      |
| Smart Major Hamburg Hamburg, Niemcy 7 - 11 czerwca                   | Laura Ludwig Kira Walkenhorst 21–19, 19–21, 15–12 | Ágatha Bednarczuk Bárbara Seixas      | Talita Antunes Larissa França 21–15, 21–17         | Kerri Walsh April Ross                  |
| Poland Grand Slam Olsztyn, Polska 14 - 18 czerwca                    | Laura Ludwig Kira Walkenhorst 21–18, 15–21, 15–10 | Talita Antunes Larissa França         | Natalia Dubovcova Dominika Nestarcova 22–20, 21–14 | Eduarda Lisboa Elize Maia               |
| Porec Major Poreč, Chorwcaja 28 czerwca - 2 lipca                    | Chantal Laboureur Julia Sude 21–19, 21–18         | Heather Bansley Sarah Pavan           | Karla Borger Britta Büthe 21–19, 21–23, 15–11      | Laura Ludwig Kira Walkenhorst           |
| Gstaad Major Gstaad, Szwajcaria 5 - 9 lipca                          | Talita Antunes Larissa França 21–18, 21–14        | Kerri Walsh April Ross                | Laura Ludwig Kira Walkenhorst 21–13, 21–16         | Madelein Meppelink Marleen Van Iersel   |
| A1 Major Klagenfurt Klagenfurt, Austria 25 - 30 sierpnia             | Laura Ludwig Kira Walkenhorst 24–22, 14–21, 15–11 | Joana Heidrich Nadine Zumkehr         | Nina Betschart Tanja Hüberli 14–21, 21–14, 22–20   | Ana Gallay Georgina Klug                |
| Long Beach Grand Slam Long Beach, Stany Zjednoczone 23 - 28 sierpnia | Kerri Walsh April Ross 21–16, 21–16               | Elsa Baquerizo Liliana Fernández      | Chantal Laboureur Julia Sude 21–16, 21–17          | Katrin Holtwick Ilka Semmler            |
| SWATCH FIVB World Tour Finals Toronto, Kanada 13 - 18 września       | Laura Ludwig Kira Walkenhorst 21–18, 21–16        | Joana Heidrich Nadine Zumkehr         | Isabelle Forrer Anouk Vergé-Dépré 21–19, 21–18     | Talita Antunes Larissa França           |